# Huilatherium
Huilatherium is een geslacht van uitgestorven leontiniide hoefdieren die behoren tot de orde Notoungulata, die andere Zuid-Amerikaanse hoefdierenfamilies omvat die parallel met sommige zoogdieren van het noordelijk halfrond evolueerden. De leontiiniden waren een familie van herbivore soorten bestaande uit middelgrote tot grote bladeters, met relatief korte schedels en robuuste ledematen, enigszins vergelijkbaar met hun verwanten, de meer bekende toxodontiden.

## Etymologie
De typesoort is Huilatherium pluriplicatum. De geslachtsnaam Huilatherium betekent 'Beest uit Huila'. De soortaanduiding betekent 'meervoudig geplooid', in verwijzing naar de tanden.

## Naamgeving
Huilatherium werd ontdekt in Colombia, bij de Konzentrat-Lagerstätte van La Venta in de Honda Group van Huila. Tot nu toe is er slechts de ene soort Huilatherium pluriplicatum bekend. Deze soort werd aanvankelijk beschreven op basis van holotype  ICN-P-328, een linkerbovenkaaksbeen van een juveniel, die in 1965 door Jane Colwell werd gemeld als een mogelijke leontiinide, waaraan ze de wetenschappelijke naam Laventatherium hylei ('beest van La Venta') gaf. De soortaanduiding eerde George R. Hyle. Aangezien deze naam in een masterscriptie stond die nooit werd gepubliceerd, negeerden de auteurs Villarroel en Guerrero Díaz deze studie, wat niet ongebruikelijk is, en benoemden ze het materiaal opnieuw, dit keer als Huilatherium. Ondanks dat het op hetzelfde materiaal als Laventatherium is gebaseerd, is dit de officiële naam omdat de eerste als nomen non rite publicatum niet voldoet aan de regels van de International Commission on Zoological Nomenclature voor de publicatie van wetenschappelijke namen. Huilatherium leefde tijdens de Colloncuran- en Laventan-stadia van het Zuid-Amerikaanse landzoogdiertijdperk (SALMA) van ongeveer 16 tot 11,8 miljoen jaar geleden.

## Beschrijving
Huilatherium is ongeveer tweeënhalve meter lang en weegt een halve ton.
De romp is robuust, de schedel kort en hoog. Het aantal snijtanden is klein maar ze zijn lang, terwijl de hoektanden in omvang klein zijn.

## Paleobiologie
Latere beschrijvingen van de soort vermeldden aanvullend materiaal van volwassen individuen: andere schedelfragmenten, meer tanden en enkele postcraniale stukken, wat aantoont dat het een dier was van maximaal achthonderd kilogram, een van de grootste in zijn soort die leefde in het Midden-Mioceen, ongeveer twaalf miljoen jaar geleden (in de Laventan SALMA), die vooral bekend staat als het laatste en meest gespecialiseerde bekende lid van zijn familie. Bij de leontiiniden is er een geleidelijke tendens naar specialisatie van de tanden, waarbij deze meer de snijtanden ontwikkelen en een opvallend diasteem ontstaat. Bij Huilatherium zijn de hoektanden zeer verkleind, waardoor het aantal voorste snijtanden werd verminderd en slagtandachtige snijtanden werden ontwikkeld. Deze kenmerken duiden op een nauwe verwantschap met Taubatherium paulacoutoi, een geslacht uit het Oligoceen van de Tremembéformatie van Brazilië waarmee een aparte groep wordt gevormd van andere soorten van de familie, die voornamelijk bekend zijn van vindplaatsen uit het Paleogeen van Argentinië en dit geeft aan hoe deze familie werd verdrongen naar het tropische noorden van Zuid-Amerika omdat de klimaatveranderingen bijdragen aan het verdwijnen van de bosomgevingen waarvan ze afhankelijk waren om te leven.